# Acer rousei
Acer rousei — вимерлий вид клена, описаний із серії ізольованих викопних самарів. Вид відомий виключно з ранньоеоценових відкладень, відкритих на півдні центральної Британської Колумбії, Канада, поруч із північно-східним штатом Вашингтон у Сполучених Штатах. Це типовий вид для вимерлої монотипної секції Rousea.

## Опис
Самари A. rousei мають два нечіткі фланці посередині вздовж помітно роздутого горішка. Загальна форма горішка від круглої до еліптичної із середньою довжиною самари до 3.2 сантиметрів і шириною крил 1.1 сантиметра. Парні самари цього виду мають помітно високий кут прикріплення від 80° до 90°. Хоча за морфологією дуже подібний до видів із сучасної секції Palmata, A. rousei відрізняється наявністю фланців на горішку та круглим або еліптичним контуром горішка. Жилкування крил A. rousei подібне до сучасного виду A. spicatum та його близьких видів. Подібність вказує на те, що A. rousei є можливим предком представників секції Palmata.